# Liga de Campeones Femenina de la UEFA 2015-16
La Liga de Campeones Femenina de la UEFA 2015-16 fue la 15.ª edición del campeonato de clubes femeninos más importante de Europa; el torneo empezó el 11 de agosto de 2015 con la fase de clasificación y terminó el 26 de mayo de 2016 con la final en el MAPEI Stadium - Città del Tricolore de la ciudad de Reggio Emilia, dos días antes de la final del torneo masculino.

## Distribución de equipos por asociación
Un total de 56 equipos de 47 asociaciones miembros de la UEFA participaran en la Liga de Campeones Femenina de la UEFA 2015-16. El ranking basado en los Coeficientes UEFA es usado para determinar el número de equipos participantes por cada asociación:
- Las asociaciones del número 1 al 8 en el ranking tienen dos equipos clasificados.
- Todas las demás introducen a un equipo si tienen alguno clasificado.
- El ganador de la Liga de Campeones Femenina de la UEFA 2014-15 tiene una plaza asegurada para la Liga de Campeones Femenina de la UEFA 2015-16.

### Clasificación de las asociaciones
Para la edición 2015-16, las asociaciones son posicionadas de acuerdo a su coeficiente de la Liga de Campeones Femenina de la UEFA 2014-15, que tiene en cuenta su rendimiento en competiciones europeas desde la temporada 2009-10 hasta la temporada 2013-14.
En esta edición España supera a la República Checa en el ranking de coeficientes por lo que consigue una segunda plaza.
| Pos. | Asociación      | Coef.  | Equipos  |
| ---- | --------------- | ------ | -------- |
| 1    | Alemania        | 91.666 | 2+1 (CV) |
| 2    | Francia         | 78.500 | 2        |
| 3    | Suecia          | 61.500 | 2        |
| 4    | Inglaterra      | 58.500 | 2        |
| 5    | Rusia           | 47.000 | 2        |
| 6    | Italia          | 39.500 | 2        |
| 7    | España          | 35.000 | 2        |
| 8    | Dinamarca       | 35.000 | 2        |
| 9    | República Checa | 34.000 | 1        |
| 10   | Austria         | 31.500 | 1        |
| 11   | Noruega         | 30.000 | 1        |
| 12   | Escocia         | 22.000 | 1        |
| 13   | Suiza           | 20.000 | 1        |
| 14   | Bélgica         | 19.000 | 1        |
| 15   | Kazajistán      | 19.000 | 1        |
| 16   | Polonia         | 18.500 | 1        |
| 17   | Países Bajos    | 18.000 | 1        |
| 18   | Islandia        | 17.000 | 1        |

| Pos. | Asociación           | Coef.  | Equipos |
| ---- | -------------------- | ------ | ------- |
| 19   | Chipre               | 16.000 | 1       |
| 20   | Serbia               | 15.000 | 1       |
| 21   | Finlandia            | 15.000 | 1       |
| 22   | Hungría              | 14.500 | 1       |
| 23   | Rumania              | 14.000 | 1       |
| 24   | Bielorrusia          | 12.500 | 1       |
| 25   | Grecia               | 12.500 | 1       |
| 26   | Ucrania              | 12.000 | 1       |
| 27   | Turquía              | 10.000 | 1       |
| 28   | Bosnia y Herzegovina | 10.000 | 1       |
| 29   | Portugal             | 8.500  | 1       |
| 30   | Eslovaquia           | 8.000  | 1       |
| 31   | Israel               | 8.000  | 1       |
| 32   | Irlanda              | 8.000  | 1       |
| 33   | Eslovenia            | 7.500  | 1       |
| 34   | Bulgaria             | 7.500  | 1       |
| 35   | Estonia              | 5.000  | 1       |
| 36   | Croacia              | 5.000  | 1       |

| Pos. | Asociación        | Coef. | Equipos |
| ---- | ----------------- | ----- | ------- |
| 37   | Islas Feroe       | 5.000 | 1       |
| 38   | Lituania          | 4.000 | 1       |
| 39   | Macedonia         | 3.000 | 1       |
| 40   | Gales             | 3.000 | 1       |
| 41   | Irlanda del Norte | 2.000 | 1       |
| 42   | Montenegro        | 1.000 | 1       |
| 43   | Moldavia          | 0.500 | 1       |
| 44   | Luxemburgo        | 0.000 | 1       |
| 45   | Georgia           | 0.000 | 0       |
| 46   | Letonia           | 0.000 | 1       |
| 47   | Malta             | 0.000 | 1       |
| 48   | Albania           | 0.000 | 1       |
| (SC) | Andorra           | 0.000 | 0       |
| (SC) | Armenia           | 0.000 | 0       |
| (SC) | Azerbaiyán        | 0.000 | 0       |
| (SC) | Gibraltar         | 0.000 | 0       |
| (SC) | Liechtenstein     | 0.000 | 0       |
| (SC) | San Marino        | 0.000 | 0       |

Notas
- (CV) – Puesto para el campeón vigente
- (SC) – Sin clasificación (la asociación no entró en las cinco temporadas usadas para calcular los coeficientes)

### Equipos participantes
| Dieciseisavos de final          | Dieciseisavos de final   | Dieciseisavos de final     | Dieciseisavos de final         |
| ------------------------------- | ------------------------ | -------------------------- | ------------------------------ |
| 1. FFC Frankfurt (CV)           | KIF Örebro (2.º)         | Brescia (2.º)              | FSK St. Pölten-Spratzern (1.º) |
| Bayern de Múnich (1.º)          | Liverpool L. F. C. (1.º) | Barcelona (1.º)            | L. S. K. Kvinner F. K. (1.º)   |
| Wolfsburgo (2.º)                | Chelsea L. F. C. (2.º)   | Atlético de Madrid (2.º)   | Glasgow City (1.º)             |
| Olympique de Lyon (1.º)         | Zvezda 2005 Perm (1.º)   | Brøndby I. F. (1.º)        | Zürich (1.º)                   |
| Paris Saint-Germain F. C. (2.º) | Zorky Krasnogorsk (2.º)  | Fortuna Hjørring (2.º)     | Standard Lieja (1.º BEL)       |
| Rosengård (1.º)                 | Verona (1.º)             | Slavia Praga (1.º)         | BIIK Kazygurt (1.º)            |
| Fase de clasificación           |                          |                            |                                |
| Medyk Konin (1.º)               | F. C. Minsk (1.º)        | Wexford Youths (1.º)       | Cardiff Met. (1.º)             |
| Twente (1.º NED)                | PAOK (1.º)               | Pomurje (1.º)              | Glentoran Belfast (1.º)        |
| Stjarnan Garðabær (1.º)         | Zhytlobud-1 Járkov (1.º) | N. S. A. Sofia (1.º)       | Ekonomist (1.º)                |
| Apollon Limassol (1.º)          | Konak Belediyespor (1.º) | Pärnu J. K. (1.º)          | Noroc Nimoreni (1.º)           |
| Spartak Subotica (1.º)          | SFK Sarajevo 2000 (1.º)  | ŽNK Osijek (1.º)           | Jeunesse Junglinster (1.º)     |
| PK-35 Vantaa (1.º)              | C. F. Benfica (1.º)      | KÍ Klaksvík (1.º)          | Rīgas F. S. (1.º)              |
| Ferencvárosi T. C. (1.º)        | Nové Zámky (1.º)         | Gintra Universitetas (1.º) | Hibernians (1.º)               |
| Olimpia Cluj (1.º)              | ASA Tel Aviv (1.º)       | Ž. F. K. Dragon 2014 (1.º) | Vllaznia Shkodër (1.º)         |

Notas
1. ↑  Mejor equipo belga de la Liga BeNe en la temporada 2014-15.
2. ↑  Mejor equipo neerlandés de la Liga BeNe en la temporada 2014-15.

## Calendario
| Ronda                  | Sorteo                  | Ida                        | Vuelta                        |
| ---------------------- | ----------------------- | -------------------------- | ----------------------------- |
| Fase de clasificación  | 25 de junio de 2015     | 11–16 de agosto de 2015    | 11–16 de agosto de 2015       |
| Dieciseisavos de final | 20 de agosto de 2015    | 7–8 de octubre de 2015     | 14–15 de octubre de 2015      |
| Octavos de final       | 19 de octubre de 2015   | 11–12 de noviembre de 2015 | 18-19 de noviembre de 2015    |
| Cuartos de final       | 10 de diciembre de 2015 | 23–24 de marzo de 2016     | 30–31 de marzo de 2016        |
| Semifinales            | 10 de diciembre de 2015 | 23–24 de abril de 2016     | 30 de abril–1 de mayo de 2016 |
| Final                  | 10 de diciembre de 2015 | 26 de mayo de 2016         | 26 de mayo de 2016            |

Fuente: UEFA (en inglés)

## Fase de clasificación
El sorteo de la fase de clasificación se realizó el 25 de junio de 2015. La fase de clasificación se realizó entre el 11 y el 16 de agosto de 2015 con ocho grupos de cuatro equipos. Solo los primeros clasificados de cada grupo pasaron a los dieciseisavos de final.
| 1.er bombo (anfitriones)   | 2.º bombo (posición 4)       | 3.er bombo (posición 3)    | 4.º bombo (posición 2)     | 5.º bombo (posición 1)        |
| -------------------------- | ---------------------------- | -------------------------- | -------------------------- | ----------------------------- |
| Apollon Limassol (25.270)  | Vllaznia Shkodër (1.995)     | Pärnu J. K. (6.650)        | Stjarnan Garðabær (12.610) | Olimpia Cluj (17.620)         |
| Twente (14.610)            | Cardiff Met. (1.990)         | KÍ Klaksvík (5.320)        | A. S. A. Tel Aviv (10.640) | Spartak Subotica (15.620)     |
| PK-35 Vantaa (13.290)      | Ekonomist (1.330)            | F. C. Minsk (5.130)        | Zhytlobud-1 Járkov (9.630) | Gintra Universitetas (14.630) |
| SFK Sarajevo 2000 (11.970) | Ž. F. K. Dragon 2014 (0.990) | Ferencvárosi T. C. (5.115) | N. S. A. Sofia (8.645)     | PAOK (12.965)                 |
| Medyk Konin (11.105)       | Noroc Nimoreni (0.165)       | Nové Zámky (3.645)         |                            | Konak Belediyespor (12.630)   |
| ŽNK Osijek (10.640)        | Hibernians (0.000)           | Wexford Youths (3.630)     |                            |                               |
| Pomurje (10.300)           | Rīgas F. S. (0.000)          | C. F. Benfica (3.135)      |                            |                               |
| Glentoran Belfast (2.660)  | Jeunesse Junglinster (0.000) |                            |                            |                               |

Fuentes: Coeficiente y bombos

|  | Equipos clasificados para los dieciseisavos de final. |
|  | Equipos eliminados de la competición.                 |

### Grupo 1
| Equipo                | Pts. | PJ | PG | PE | PP | GF | GC | Dif. |
| --------------------- | ---- | -- | -- | -- | -- | -- | -- | ---- |
| F. C. Minsk           | 9    | 3  | 3  | 0  | 0  | 16 | 1  | 15   |
| SFK Sarajevo 2000 (A) | 6    | 3  | 2  | 0  | 1  | 8  | 4  | 4    |
| Vllaznia Shkodër      | 3    | 3  | 1  | 0  | 2  | 7  | 14 | -7   |
| Konak Belediyespor    | 0    | 3  | 0  | 0  | 3  | 1  | 13 | -12  |

|                    | Bandera de Turquía | Bandera de Albania | Bandera de Bosnia y Herzegovina | Bandera de Bielorrusia |
| ------------------ | ------------------ | ------------------ | ------------------------------- | ---------------------- |
| Konak Belediyespor | —                  | 5:1                | —                               | 1:10                   |
| Vllaznia           | —                  | —                  | —                               | 0:3                    |
| SFK Sarajevo 2000  | 3:1                | 5:0                | —                               | —                      |
| F. C. Minsk        | —                  | —                  | 3:0                             | —                      |

### Grupo 2
| Equipo                | Pts. | PJ | PG | PE | PP | GF | GC | Dif. |
| --------------------- | ---- | -- | -- | -- | -- | -- | -- | ---- |
| PAOK                  | 9    | 3  | 3  | 0  | 0  | 18 | 0  | 18   |
| N. S. A. Sofia        | 6    | 3  | 2  | 0  | 1  | 8  | 5  | 3    |
| Glentoran Belfast (A) | 3    | 3  | 1  | 0  | 2  | 3  | 6  | -3   |
| Ž. F. K. Dragon 2014  | 0    | 3  | 0  | 0  | 3  | 0  | 18 | -18  |

|                      | Bandera de Bulgaria | Bandera de Grecia | Bandera de Irlanda del Norte | Bandera de Macedonia del Norte |
| -------------------- | ------------------- | ----------------- | ---------------------------- | ------------------------------ |
| N. S. A. Sofia       | —                   | 0:4               | —                            | 6:0                            |
| PAOK                 | —                   | —                 | 4:0                          | 10:0                           |
| Glentoran Belfast    | 1:2                 | —                 | —                            | —                              |
| Ž. F. K. Dragon 2014 | —                   | —                 | 0:2                          | —                              |

### Grupo 3
| Equipo               | Pts. | PJ | PG | PE | PP | GF | GC | Dif. |
| -------------------- | ---- | -- | -- | -- | -- | -- | -- | ---- |
| Stjarnan Garðabær    | 9    | 3  | 3  | 0  | 0  | 11 | 0  | 11   |
| Apollon Limassol (A) | 6    | 3  | 2  | 0  | 1  | 10 | 2  | 8    |
| KÍ Klaksvík          | 1    | 3  | 0  | 1  | 2  | 3  | 9  | -6   |
| Hibernians           | 1    | 3  | 0  | 1  | 2  | 3  | 16 | -13  |

|                   | Bandera de Chipre | Bandera de Malta | Bandera de Islas Feroe | Bandera de Islandia |
| ----------------- | ----------------- | ---------------- | ---------------------- | ------------------- |
| Apollon Limassol  | —                 | 8:0              | 2:0                    | —                   |
| Hibernians        | —                 | —                | 3:3                    | —                   |
| KÍ Klaksvík       | —                 | —                | —                      | 0:4                 |
| Stjarnan Garðabær | 2:0               | 5:0              | —                      | —                   |

### Grupo 4
| Equipo               | Pts. | PJ | PG | PE | PP | GF | GC | Dif. |
| -------------------- | ---- | -- | -- | -- | -- | -- | -- | ---- |
| Twente (A)           | 9    | 3  | 3  | 0  | 0  | 19 | 0  | 19   |
| Ferencvárosi T. C.   | 6    | 3  | 2  | 0  | 1  | 13 | 3  | 10   |
| A. S. A. Tel Aviv    | 3    | 3  | 1  | 0  | 2  | 6  | 10 | -4   |
| Jeunesse Junglinster | 0    | 3  | 0  | 0  | 3  | 1  | 26 | -25  |

|                      | Bandera de Israel | Bandera de Luxemburgo | Bandera de los Países Bajos | Bandera de Hungría |
| -------------------- | ----------------- | --------------------- | --------------------------- | ------------------ |
| A. S. A. Tel Aviv    | —                 | 5:1                   | 0:7                         | —                  |
| Jeunesse Junglinster | —                 | —                     | —                           | 0:11               |
| Twente               | —                 | 10:0                  | —                           | 2:0                |
| Ferencvárosi T. C.   | 2:1               | —                     | —                           | —                  |

### Grupo 5
| Equipo       | Pts. | PJ | PG | PE | PP | GF | GC | Dif. |
| ------------ | ---- | -- | -- | -- | -- | -- | -- | ---- |
| Olimpia Cluj | 9    | 3  | 3  | 0  | 0  | 12 | 1  | 11   |
| Pomurje (A)  | 6    | 3  | 2  | 0  | 1  | 3  | 3  | 6    |
| Pärnu J. K.  | 3    | 3  | 1  | 0  | 2  | 3  | 7  | -4   |
| Ekonomist    | 0    | 3  | 0  | 0  | 3  | 2  | 12 | -10  |

|              | Bandera de Montenegro | Bandera de Rumania | Bandera de Estonia | Bandera de Eslovenia |
| ------------ | --------------------- | ------------------ | ------------------ | -------------------- |
| Ekonomist    | —                     | —                  | 1:2                | —                    |
| Olimpia Cluj | 6:1                   | —                  | 4:0                | —                    |
| Pärnu J. K.  | —                     | —                  | —                  | 1:2                  |
| Pomurje      | 4:0                   | 0:2                | —                  | —                    |

### Grupo 6
| Equipo           | Pts. | PJ | PG | PE | PP | GF | GC | Dif. |
| ---------------- | ---- | -- | -- | -- | -- | -- | -- | ---- |
| Spartak Subotica | 9    | 3  | 3  | 0  | 0  | 9  | 2  | 7    |
| C. F. Benfica    | 6    | 3  | 2  | 0  | 1  | 7  | 2  | 5    |
| ŽNK Osijek (A)   | 3    | 3  | 1  | 0  | 2  | 4  | 6  | -2   |
| Noroc Nimoreni   | 0    | 3  | 0  | 0  | 3  | 1  | 11 | -10  |

|                  | Bandera de Portugal | Bandera de Moldavia | Bandera de Serbia | Bandera de Croacia |
| ---------------- | ------------------- | ------------------- | ----------------- | ------------------ |
| C. F. Benfica    | —                   | —                   | —                 | 3:0                |
| Noroc Nimoreni   | 0:3                 | —                   | —                 | —                  |
| Spartak Subotica | 2:1                 | 4:1                 | —                 | —                  |
| ŽNK Osijek       | —                   | 4:0                 | 0:3               | —                  |

### Grupo 7
| Equipo               | Pts. | PJ | PG | PE | PP | GF | GC | Dif. |
| -------------------- | ---- | -- | -- | -- | -- | -- | -- | ---- |
| Medyk Konin (A)      | 9    | 3  | 3  | 0  | 0  | 15 | 0  | 15   |
| Wexford Youths       | 6    | 3  | 2  | 0  | 1  | 6  | 7  | -1   |
| Gintra Universitetas | 3    | 3  | 1  | 0  | 2  | 5  | 6  | -1   |
| Cardiff Met.         | 0    | 3  | 0  | 0  | 3  | 2  | 15 | -13  |

|                      | Bandera de Gales | Bandera de Lituania | Bandera de Polonia | Bandera de Irlanda |
| -------------------- | ---------------- | ------------------- | ------------------ | ------------------ |
| Cardiff Met.         | —                | —                   | —                  | 1:5                |
| Gintra Universitetas | 5:1              | —                   | —                  | 0:1                |
| Medyk Konin          | 5:0              | 4:0                 | —                  | —                  |
| Wexford Youths       | —                | —                   | 0:6                | —                  |

### Grupo 8
| Equipo             | Pts. | PJ | PG | PE | PP | GF | GC | Dif. |
| ------------------ | ---- | -- | -- | -- | -- | -- | -- | ---- |
| PK-35 Vantaa (A)   | 9    | 3  | 3  | 0  | 0  | 20 | 1  | 19   |
| Zhytlobud-1 Járkov | 6    | 3  | 2  | 0  | 1  | 10 | 3  | 7    |
| Rīgas F. S.        | 3    | 3  | 1  | 0  | 2  | 4  | 15 | -11  |
| Nové Zámky         | 0    | 3  | 0  | 0  | 3  | 2  | 17 | -15  |

|                    | Bandera de Eslovaquia | Bandera de Finlandia | Bandera de Letonia | Bandera de Ucrania |
| ------------------ | --------------------- | -------------------- | ------------------ | ------------------ |
| Nové Zámky         | —                     | —                    | —                  | 0:5                |
| PK-35 Vantaa       | 9:0                   | —                    | 9:0                | —                  |
| Rīgas F. S.        | 3:2                   | —                    | —                  | —                  |
| Zhytlobud-1 Járkov | —                     | 1:2                  | 4:1                | —                  |

## Fase final
La fase final del torneo consiste en una fase de eliminación directa jugada a dos vueltas, un partido en campo local y el otro en campo visitante, en caso de empate en el cómputo global se decide el ganador por la regla del gol de visitante, prórroga o tiros desde el punto penal; todo esto exceptuando la final que se juega a partido único y puede ser desempatada por prórroga o tanda de penales.

### Cuadro
| Dieciseisavos          | Dieciseisavos | Dieciseisavos | Dieciseisavos |  |                     | Octavos de final       | Octavos de final | Octavos de final | Octavos de final |  |  | Cuartos de final    | Cuartos de final | Cuartos de final | Cuartos de final |  |  | Semifinales         | Semifinales | Semifinales | Semifinales |  |  | Final             | Final |
|                        |               |               |               |  |                     |                        |                  |                  |                  |  |  |                     |                  |                  |                  |  |  |                     |             |             |             |  |  |                   |       |
| Chelsea L. F. C.       | 1             | 3             | 4             |  |                     |                        |                  |                  |                  |  |  |                     |                  |                  |                  |  |  |                     |             |             |             |  |  |                   |       |
| Glasgow City           | 0             | 0             | 0             |  |                     | Chelsea L. F. C.       | 1                | 0                | 1                |  |  |                     |                  |                  |                  |  |  |                     |             |             |             |  |  |                   |       |
| Spartak Subotica       | 0             | 0             | 0             |  | Wolfsburgo          | 2                      | 2                | 4                |                  |  |  |                     |                  |                  |                  |  |  |                     |             |             |             |  |  |                   |       |
| Wolfsburgo             | 0             | 4             | 4             |  |                     |                        |                  |                  |                  |  |  | Wolfsburgo          | 3                | 3                | 6                |  |  |                     |             |             |             |  |  |                   |       |
| Brescia                | 1             | 1             | 2             |  |                     |                        |                  |                  |                  |  |  | Brescia             | 0                | 0                | 0                |  |  |                     |             |             |             |  |  |                   |       |
| Liverpool L. F. C.     | 0             | 0             | 0             |  |                     | Brescia                | 1                | 1                | 2                |  |  |                     |                  |                  |                  |  |  |                     |             |             |             |  |  |                   |       |
| F. C. Minsk            | 0             | 0             | 0             |  | Fortuna Hjørring    | 0                      | 1                | 1                |                  |  |  |                     |                  |                  |                  |  |  |                     |             |             |             |  |  |                   |       |
| Fortuna Hjørring       | 2             | 4             | 6             |  |                     |                        |                  |                  |                  |  |  |                     |                  |                  |                  |  |  | Wolfsburgo          | 4           | 0           | 4           |  |  |                   |       |
| St. Pölten-Spratzern   | 4             | 2             | 6             |  |                     |                        |                  |                  |                  |  |  |                     |                  |                  |                  |  |  | 1. FFC Frankfurt    | 0           | 1           | 1           |  |  |                   |       |
| Verona                 | 5             | 2             | 7             |  |                     | Verona                 | 1                | 1                | 2                |  |  |                     |                  |                  |                  |  |  |                     |             |             |             |  |  |                   |       |
| PK-35 Vantaa           | 0             | 0             | 0             |  | Rosengård           | 3                      | 5                | 8                |                  |  |  |                     |                  |                  |                  |  |  |                     |             |             |             |  |  |                   |       |
| Rosengård              | 2             | 7             | 9             |  |                     |                        |                  |                  |                  |  |  | Rosengård           | 0                | 1                | 1                |  |  |                     |             |             |             |  |  |                   |       |
| L. S. K. Kvinner F. K. | 1             | 1             | 2             |  |                     |                        |                  |                  |                  |  |  | 1. FFC Frankfurt    | 1                | 0                | 1                |  |  |                     |             |             |             |  |  |                   |       |
| Zürich                 | 0             | 1             | 1             |  |                     | L. S. K. Kvinner F. K. | 0                | 2                | 2                |  |  |                     |                  |                  |                  |  |  |                     |             |             |             |  |  |                   |       |
| Standard Lieja         | 0             | 0             | 0             |  | 1. FFC Frankfurt    | 2                      | 0                | 2                |                  |  |  |                     |                  |                  |                  |  |  |                     |             |             |             |  |  |                   |       |
| 1. FFC Frankfurt       | 2             | 6             | 8             |  |                     |                        |                  |                  |                  |  |  |                     |                  |                  |                  |  |  |                     |             |             |             |  |  | Wolfsburgo        | 1     |
| Atlético de Madrid     | 0             | 3             | 3             |  |                     |                        |                  |                  |                  |  |  |                     |                  |                  |                  |  |  |                     |             |             |             |  |  | Olympique de Lyon | 1     |
| Zorky Krasnogorsk      | 2             | 0             | 2             |  |                     | Atlético de Madrid     | 1                | 0                | 1                |  |  |                     |                  |                  |                  |  |  |                     |             |             |             |  |  |                   |       |
| Medyk Konin            | 0             | 0             | 0             |  | Olympique de Lyon   | 3                      | 6                | 9                |                  |  |  |                     |                  |                  |                  |  |  |                     |             |             |             |  |  |                   |       |
| Olympique de Lyon      | 6             | 3             | 9             |  |                     |                        |                  |                  |                  |  |  | Olympique de Lyon   | 9                | 0                | 9                |  |  |                     |             |             |             |  |  |                   |       |
| Slavia Praga           | 4             | 0             | 4             |  |                     |                        |                  |                  |                  |  |  | Slavia Praga        | 1                | 0                | 1                |  |  |                     |             |             |             |  |  |                   |       |
| Brøndby I. F.          | 1             | 1             | 2             |  |                     | Slavia Praga           | 2                | 0                | 2                |  |  |                     |                  |                  |                  |  |  |                     |             |             |             |  |  |                   |       |
| Stjarnan Garðabær      | 1             | 1             | 2             |  | Zvezda 2005 Perm    | 1                      | 0                | 1                |                  |  |  |                     |                  |                  |                  |  |  |                     |             |             |             |  |  |                   |       |
| Zvezda 2005 Perm       | 3             | 3             | 6             |  |                     |                        |                  |                  |                  |  |  |                     |                  |                  |                  |  |  | Olympique de Lyon   | 7           | 1           | 8           |  |  |                   |       |
| F. C. Twente           | 1             | 2             | 3             |  |                     |                        |                  |                  |                  |  |  |                     |                  |                  |                  |  |  | Paris Saint-Germain | 0           | 0           | 0           |  |  |                   |       |
| Bayern Múnich          | 1             | 2             | 3             |  |                     | F. C. Twente           | 0                | 0                | 0                |  |  |                     |                  |                  |                  |  |  |                     |             |             |             |  |  |                   |       |
| BIIK Kazygurt          | 1             | 1             | 2             |  | F. C. Barcelona     | 1                      | 1                | 2                |                  |  |  |                     |                  |                  |                  |  |  |                     |             |             |             |  |  |                   |       |
| F. C. Barcelona        | 1             | 4             | 5             |  |                     |                        |                  |                  |                  |  |  | F. C. Barcelona     | 0                | 0                | 0                |  |  |                     |             |             |             |  |  |                   |       |
| PAOK                   | 0             | 0             | 0             |  |                     |                        |                  |                  |                  |  |  | Paris Saint-Germain | 0                | 1                | 1                |  |  |                     |             |             |             |  |  |                   |       |
| K. I. F. Örebro        | 3             | 5             | 8             |  |                     | K. I. F. Örebro        | 1                | 0                | 1                |  |  |                     |                  |                  |                  |  |  |                     |             |             |             |  |  |                   |       |
| Olimpia Cluj           | 0             | 0             | 0             |  | Paris Saint-Germain | 1                      | 0                | 1                |                  |  |  |                     |                  |                  |                  |  |  |                     |             |             |             |  |  |                   |       |
| Paris Saint-Germain    | 6             | 9             | 15            |  |                     |                        |                  |                  |                  |  |  |                     |                  |                  |                  |  |  |                     |             |             |             |  |  |                   |       |

### Dieciseisavos de final
| 7 de octubre de 2015, 15:00 UTC+6 | BIIK Kazygurt | 1:1 (0:0) | F. C. Barcelona | BIIK Stadium, Shymkent         |                                |
|                                   | Woods 82'     | Reporte   | R. García 57'   | Árbitra: Karolina Radzik-Johan | Árbitra: Karolina Radzik-Johan |

| 14 de octubre de 2015, 19:00 UTC+2 | F. C. Barcelona                           | 4:1 (2:0) | BIIK Kazygurt | Mini Estadi, Barcelona    |                           |
|                                    | Hermoso 11' 65' · Serrano 20' · Unzué 52' | Reporte   | Gabelia 90'   | Árbitra: Sofia Karagiorgi | Árbitra: Sofia Karagiorgi |

| 7 de octubre de 2015, 17:30 UTC+3 | PK-35 Vantaa | 0:2 (0:1) | Rosengård                  | Estadio ISS, Vantaa        |                            |
|                                   |              | Reporte   | Ilestedt 10' · Nilsson 75' | Árbitra: Eleni Lampadariou | Árbitra: Eleni Lampadariou |

| 14 de octubre de 2015, 19:00 UTC+2 | Rosengård                                                                      | 7:0 (5:0) | PK-35 Vantaa | Malmö IP, Malmö        |                        |
|                                    | Bélanger 2' 25' 76' · Van de Ven 6' 52' · N. Andonova 31' · Marta Vieira 45+1' | Reporte   |              | Árbitra: Sandra Bastos | Árbitra: Sandra Bastos |

| 7 de octubre de 2015, 18:00 UTC+3 | PAOK | 0:3 (0:0) | K. I. F. Örebro                                                | Estadio La Tumba, Salónica |                        |
|                                   |      | Reporte   | Talonen 47' · Pettersson-Engström 60' (pen.) · Abrahamsson 89' | Árbitra: Marija Kurtes     | Árbitra: Marija Kurtes |

| 14 de octubre de 2015, 20:00 UTC+2 | K. I. F. Örebro                                                              | 5:0 (3:0) | PAOK | Behrn Arena, Örebro      |                          |
|                                    | Michael 10' · Markou 15' (a.g.) · Talonen 24' · Chukwudi 50' · Spetsmark 76' | Reporte   |      | Árbitra: Zuzana Kováčová | Árbitra: Zuzana Kováčová |

| 7 de octubre de 2015, 18:45 UTC+2 | Slavia Praga                                     | 4:1 (3:1) | Brøndby I. F.     | Eden Arena, Praga   |                     |
|                                   | Divišová 8' 13' · Budošová 24' · Chlastáková 52' | Reporte   | L. Kristiansen 6' | Árbitra: Rhona Daly | Árbitra: Rhona Daly |

| 14 de octubre de 2015, 19:00 UTC+2 | Brøndby I. F.    | 1:0 (1:0) | Slavia Praga | Estadio Brøndby, Brøndby |                       |
|                                    | Boye Sørensen 2' | Reporte   |              | Árbitra: Riem Hussein    | Árbitra: Riem Hussein |

| 7 de octubre de 2015, 19:00 UTC+2 | Standard Lieja | 0:2 (0:1) | 1. FFC Frankfurt                    | Estadio Maurice Dufrasne, Lieja |                        |
|                                   |                | Reporte   | Schmidt 10' (pen.) · Garefrekes 86' | Árbitra: Vesna Budimir          | Árbitra: Vesna Budimir |

| 15 de octubre de 2015, 16:30 UTC+2 | 1. FFC Frankfurt                                                                                | 6:0 (2:0) | Standard Lieja | Stadion am Brentanobad, Fráncfort del Meno |                      |
|                                    | Islacker 6' · Garefrekes 44' · Bartusiak 48' (pen.) · Ōgimi 68' · Crnogorčević 84' · Linden 86' | Reporte   |                | Árbitra: Morag Pirie                       | Árbitra: Morag Pirie |

| 7 de octubre de 2015, 19:00 UTC+2 | St. Pölten-Spratzern                                  | 4:5 (3:3) | Verona                                                            | Voithplatz, Sankt Pölten   |                            |
|                                   | Pöltl 29' · Sipos 31' · Vágó 37' (pen.) · Pinther 77' | Reporte   | Larsen 21' · Bonetti 24' · Pirone 41' 73' · Gabbiadini 82' (pen.) | Árbitra: Marta Frías Acedo | Árbitra: Marta Frías Acedo |

| 15 de octubre de 2015, 20:30 UTC+2 | Verona                           | 2:2 (1:1) | St. Pölten-Spratzern | Estadio Marcantonio Bentegodi, Verona |                         |
|                                    | Gabbiadini 12' (pen.) 87' (pen.) | Reporte   | Vágó 8' 69'          | Árbitra: Esther Staubli               | Árbitra: Esther Staubli |

| 7 de octubre de 2015, 19:00 UTC+2 | L. S. K. Kvinner F. K. | 1:0 (0:0) | Zürich | Åråsen Stadion, Lillestrøm      |                                 |
|                                   | Bachor 63'             | Reporte   |        | Árbitra: Anastasia Pustovoitova | Árbitra: Anastasia Pustovoitova |

| 14 de octubre de 2015, 19:00 UTC+2 | Zürich   | 1:1 (1:0, 0:0) (t. s.) | L. S. K. Kvinner F. K. | Letzigrund, Zúrich          |                             |
|                                    | Humm 87' | Reporte                | Mykjåland 99'          | Árbitra: Florence Guillemin | Árbitra: Florence Guillemin |

| 7 de octubre de 2015, 20:00 UTC+2 | F. C. Twente  | 1:1 (1:0) | Bayern Múnich | De Grolsch Veste, Enschede |                          |
|                                   | R. Jansen 30' | Reporte   | Leupolz 85'   | Árbitra: Katalin Kulcsár   | Árbitra: Katalin Kulcsár |

| 14 de octubre de 2015, 19:00 UTC+2 | Bayern Múnich                           | 2:2 (1:1) | F. C. Twente                      | Grünwalder Stadion, Múnich |                          |
|                                    | Erman 29' (a.g.) · Behringer 75' (pen.) | Reporte   | Roord 13' · Roetgering 56' (pen.) | Árbitra: Kateryna Monzul   | Árbitra: Kateryna Monzul |

| 7 de octubre de 2015, 20:00 UTC+2 | Atlético de Madrid | 0:2 (0:1) | Zorky Krasnogorsk | Miniestadio Cerro del Espino, Majadahonda |                     |
|                                   |                    | Reporte   | Slonova 18' 71'   | Árbitra: Marte Sørø                       | Árbitra: Marte Sørø |

| 15 de octubre de 2015, 19:00 UTC+3 | Zorky Krasnogorsk | 0:3 (0:1) | Atlético de Madrid                        | Estadio Rodina, Jimki    |                          |
|                                    |                   | Reporte   | González 9' · Beltrán 84' · D. García 87' | Árbitra: Carina Vitulano | Árbitra: Carina Vitulano |

| 7 de octubre de 2015, 20:00 UTC+2 | Brescia  | 1:0 (1:0) | Liverpool L. F. C. | Stadio Mario Rigamonti, Brescia |                       |
|                                   | Gama 28' | Reporte   |                    | Árbitra: Sara Persson           | Árbitra: Sara Persson |

| 14 de octubre de 2015, 18:30 UTC+1 | Liverpool L. F. C. | 0:1 (0:1) | Brescia      | Halton Stadium, Widnes      |                             |
|                                    |                    | Reporte   | Bonansea 26' | Árbitra: Stéphanie Frappart | Árbitra: Stéphanie Frappart |

| 7 de octubre de 2015, 19:00 UTC | Stjarnan Garðabær | 1:3 (1:3) | Zvezda 2005 Perm                                 | Stjörnuvöllur, Garðabær |                        |
|                                 | Stefánsdóttir 28' | Reporte   | Boychenko 5' · Apanaschenko 13' · Kurochkina 32' | Árbitra: Teodora Albon  | Árbitra: Teodora Albon |

| 15 de octubre de 2015, 19:00 UTC+5 | Zvezda 2005 Perm                      | 3:1 (1:0) | Stjarnan Garðabær    | Estadio Zvezda, Perm   |                        |
|                                    | Kurochkina 45' · Apanaschenko 62' 90' | Reporte   | Makarenko 78' (a.g.) | Árbitra: Jana Adámková | Árbitra: Jana Adámková |

| 8 de octubre de 2015, 15:30 UTC+3 | F. C. Minsk | 0:2 (0:1) | Fortuna Hjørring | KFP Minsk, Minsk        |                         |
|                                   |             | Reporte   | Nadim 33' 61'    | Árbitra: Lorraine Clark | Árbitra: Lorraine Clark |

| 14 de octubre de 2015, 19:00 UTC+2 | Fortuna Hjørring                               | 4:0 (2:0) | F. C. Minsk | Estadio Hjørring, Hjørring |                    |
|                                    | Olar 20' 90+2' (pen.) · Nadim 29' · Jensen 46' | Reporte   |             | Árbitra: Ana Minić         | Árbitra: Ana Minić |

| 8 de octubre de 2015, 15:00 UTC+2 | Spartak Subotica | 0:0     | Wolfsburgo | Gradski, Subotica     |                       |
|                                   |                  | Reporte |            | Árbitra: Gyöngyi Gaál | Árbitra: Gyöngyi Gaál |

| 14 de octubre de 2015, 17:00 UTC+2 | Wolfsburgo                                          | 4:0 (2:0) | Spartak Subotica | AOK Stadion, Wolfsburgo  |                          |
|                                    | Faißt 30' · Simic 44' · Dickenmann 54' · Hansen 62' | Reporte   |                  | Árbitra: Silvia Spinelli | Árbitra: Silvia Spinelli |

| 8 de octubre de 2015, 15:30 UTC+2 | Medyk Konin | 0:6 (0:3) | Olympique de Lyon                                               | Miejski Im. Złotej Jedenastki, Konin |                           |
|                                   |             | Reporte   | Hegerberg 19' 27' · Le Sommer 35' · Bremer 73' 81' · Renard 84' | Árbitra: Pernilla Larsson            | Árbitra: Pernilla Larsson |

| 14 de octubre de 2015, 18:30 UTC+2 | Olympique de Lyon                | 3:0 (1:0) | Medyk Konin | Estadio Gerland, Lyon       |                             |
|                                    | Le Sommer 2' · Hegerberg 69' 89' | Reporte   |             | Árbitra: Barbara Bollenberg | Árbitra: Barbara Bollenberg |

| 8 de octubre de 2015, 17:00 UTC+3 | Olimpia Cluj | 0:6 (0:2) | Paris Saint-Germain F. C.                                  | Cluj Arena, Cluj-Napoca   |                           |
|                                   |              | Reporte   | Mittag 38' 71' · Cristiane 43' 54' · Cruz 79' · Sarr 90+1' | Árbitra: Esther Azzopardi | Árbitra: Esther Azzopardi |

| 14 de octubre de 2015, 20:30 UTC+2 | Paris Saint-Germain F. C.                                                                                | 9:0 (2:0) | Olimpia Cluj | Stade Charléty, París    |                          |
|                                    | Delannoy 21' (pen.) · Cristiane 42' 49' 63' · Dahlkvist 53' · Horan 65' 66' · Olar 70' (a.g.) · Sarr 84' | Reporte   |              | Árbitra: Lina Lehtovaara | Árbitra: Lina Lehtovaara |

| 8 de octubre de 2015, 19:30 UTC+1 | Chelsea L. F. C. | 1:0 (1:0) | Glasgow City | Wheatsheaf Park, Staines |                        |
|                                   | Kirby 39'        | Reporte   |              | Árbitra: Olga Zadinová   | Árbitra: Olga Zadinová |

| 14 de octubre de 2015, 19:30 UTC+1 | Glasgow City | 0:3 (0:1) | Chelsea L. F. C.                     | Excelsior Stadium, Airdrie |                            |
|                                    |              | Reporte   | Aluko 22' · Kirby 57' · Flaherty 61' | Árbitra: Bibiana Steinhaus | Árbitra: Bibiana Steinhaus |

### Octavos de final
| 11 de noviembre de 2015, 18:00 UTC+1 | L. S. K. Kvinner F. K. | 0:2 (0:1) | 1. FFC Frankfurt              | Åråsen Stadion, Lillestrøm |                          |
|                                      |                        | Reporte   | Islacker 37' · Garefrekes 56' | Árbitra: Silvia Spinelli   | Árbitra: Silvia Spinelli |

| 18 de noviembre de 2015, 18:00 UTC+1 | 1. FFC Frankfurt                                       | 0:2 (0:2, 0:1) (t. s.)(5:4 p.) | L. S. K. Kvinner F. K.                                | Stadion am Brentanobad, Fráncfort del Meno |                       |
|                                      |                                                        | Reporte                        | Lundh 12' · Lund 70'                                  | Árbitra: Gyöngyi Gaál                      | Árbitra: Gyöngyi Gaál |
|                                      |                                                        | Tiros desde el punto penal     |                                                       |                                            |                       |
|                                      | Laudehr · Marozsán · Crnogorčević · Störzel · Islacker |                                | Herlovsen · Lund · Van den Berg · Sønstevold · Spitse |                                            |                       |

| 11 de noviembre de 2015, 19:00 UTC+1 | K. I. F. Örebro | 1:1 (1:0) | Paris Saint-Germain F. C. | Behrn Arena, Örebro      |                          |
|                                      | Talonen 3'      | Reporte   | Mittag 71'                | Árbitra: Carina Vitulano | Árbitra: Carina Vitulano |

| 18 de noviembre de 2015, 20:00 UTC+1 | Paris Saint-Germain F. C. | 0:0     | K. I. F. Örebro | Stade Charléty, París  |                        |
|                                      |                           | Reporte |                 | Árbitra: Sandra Bastos | Árbitra: Sandra Bastos |

| 11 de noviembre de 2015, 19:00 UTC+1 | F. C. Twente | 0:1 (0:0) | F. C. Barcelona | De Grolsch Veste, Enschede |                           |
|                                      |              | Reporte   | O. García 76'   | Árbitra: Pernilla Larsson  | Árbitra: Pernilla Larsson |

| 18 de noviembre de 2015, 19:00 UTC+1 | F. C. Barcelona | 1:0 (1:0) | F. C. Twente | Mini Estadi, Barcelona  |                         |
|                                      | O. García 25'   | Reporte   |              | Árbitra: Esther Staubli | Árbitra: Esther Staubli |

| 11 de noviembre de 2015, 20:00 UTC+1 | Atlético de Madrid | 1:3 (0:2) | Olympique de Lyon                 | Miniestadio Cerro del Espino, Majadahonda |                       |
|                                      | Calderón 71'       | Reporte   | Nécib 22' · Hegerberg 45+1' 90+3' | Árbitra: Riem Hussein                     | Árbitra: Riem Hussein |

| 18 de noviembre de 2015, 18:00 UTC+1 | Olympique de Lyon                                                | 6:0 (3:0) | Atlético de Madrid | Estadio Gerland, Lyon    |                          |
|                                      | Hegerberg 23' 57' · Schelin 25' 47' · Kumagai 45+1' · Thomis 72' | Reporte   |                    | Árbitra: Kateryna Monzul | Árbitra: Kateryna Monzul |

| 11 de noviembre de 2015, 19:00 UTC | Chelsea L. F. C. | 1:2 (0:1) | Wolfsburgo                             | Wheatsheaf Park, Staines |                          |
|                                    | Peter 54' (a.g.) | Reporte   | Rafferty 3' (a.g.) · Graham Hansen 78' | Árbitra: Katalin Kulcsár | Árbitra: Katalin Kulcsár |

| 18 de noviembre de 2015, 16:00 UTC+1 | Wolfsburgo                         | 2:0 (1:0) | Chelsea L. F. C. | AOK Stadion, Wolfsburgo |                       |
|                                      | Bernauer 12' · Rafferty 68' (a.g.) | Reporte   |                  | Árbitra: Sara Persson   | Árbitra: Sara Persson |

| 11 de noviembre de 2015, 20:30 UTC+1 | Brescia     | 1:0 (1:0) | Fortuna Hjørring | Stadio Mario Rigamonti, Brescia |                            |
|                                      | Sabatino 2' | Reporte   |                  | Árbitra: Bibiana Steinhaus      | Árbitra: Bibiana Steinhaus |

| 18 de noviembre de 2015, 19:00 UTC+1 | Fortuna Hjørring | 1:1 (0:0) | Brescia      | Estadio Hjørring, Hjørring |                         |
|                                      | Nadim 58'        | Reporte   | Sabatino 89' | Árbitra: Efthalia Mitsi    | Árbitra: Efthalia Mitsi |

| 12 de noviembre de 2015, 18:30 UTC+1 | Slavia Praga               | 2:1 (1:1) | Zvezda 2005 Perm | Eden Arena, Praga         |                           |
|                                      | Divišová 5' · Necidová 54' | Reporte   | Nahi 19'         | Árbitra: Esther Azzopardi | Árbitra: Esther Azzopardi |

| 19 de noviembre de 2015, 19:00 UTC+4 | Zvezda 2005 Perm | 0:0     | Slavia Praga | Estadio Zvezda, Perm |                      |
|                                      |                  | Reporte |              | Árbitra: Morag Pirie | Árbitra: Morag Pirie |

| 12 de noviembre de 2015, 20:30 UTC+1 | Verona     | 1:3 (1:2) | Rosengård                                          | Estadio Marcantonio Bentegodi, Verona |                        |
|                                      | Pirone 30' | Reporte   | Marta Vieira 6' · Pedersen 37' · Gunnarsdóttir 77' | Árbitra: Jana Adámková                | Árbitra: Jana Adámková |

| 19 de noviembre de 2015, 19:00 UTC+1 | Rosengård                                                    | 5:1 (1:1) | Verona         | Malmö IP, Malmö        |                        |
|                                      | Bélanger 38' · Marta Vieira 50' 67' 87' · Fuselli 65' (a.g.) | Reporte   | Gabbiadini 20' | Árbitra: Teodora Albon | Árbitra: Teodora Albon |

### Cuartos de final
| 23 de marzo de 2016, 18:00 UTC+1 | Wolfsburgo                                  | 3:0 (1:0) | Brescia | AOK Stadion, Wolfsburgo     |                             |
|                                  | Wullaert 32' · Popp 52' · Graham Hansen 61' | Reporte   |         | Árbitra: Stéphanie Frappart | Árbitra: Stéphanie Frappart |

| 30 de marzo de 2016, 20:30 UTC+1 | Brescia | 0:3 (0:2) | Wolfsburgo                    | Stadio Mario Rigamonti, Brescia |                        |
|                                  |         | Reporte   | Jakabfi 7' 33' · Bachmann 62' | Árbitra: Olga Zadinová          | Árbitra: Olga Zadinová |

| 23 de marzo de 2016, 18:30 UTC+1 | F. C. Barcelona | 0:0     | Paris Saint-Germain F. C. | Miniestadi, Barcelona    |                          |
|                                  |                 | Reporte |                           | Árbitra: Katalin Kulcsár | Árbitra: Katalin Kulcsár |

| 30 de marzo de 2016, 20:30 UTC+1 | Paris Saint-Germain F. C. | 1:0 (0:0) | F. C. Barcelona | Stade Charléty, París |                       |
|                                  | Cristiane 86'             | Reporte   |                 | Árbitra: Riem Hussein | Árbitra: Riem Hussein |

| 23 de marzo de 2016, 19:00 UTC+1 | Olympique de Lyon                                                                                | 9:1 (4:1) | Slavia Praga | Estadio Gerland, Lyon     |                           |
|                                  | Nécib 19' · Le Sommer 24' · Hegerberg 35' 86' · M'Bock Bathy 39' 53' · Majri 56' · Abily 64' 80' | Reporte   | Svitková 42' | Árbitra: Pernilla Larsson | Árbitra: Pernilla Larsson |

| 30 de marzo de 2016, 18:30 UTC+1 | Slavia Praga | 0:0     | Olympique de Lyon | Eden Arena, Praga       |                         |
|                                  |              | Reporte |                   | Árbitra: Efthalia Mitsi | Árbitra: Efthalia Mitsi |

| 23 de marzo de 2016, 20:00 UTC+1 | Rosengård | 0:1 (0:0) | 1. FFC Frankfurt    | Malmö IP, Malmö             |                             |
|                                  |           | Reporte   | Marozsán 71' (pen.) | Árbitra: Cristina Dorcioman | Árbitra: Cristina Dorcioman |

| 30 de marzo de 2016, 18:00 UTC+1 | 1. FFC Frankfurt                                 | 0:1 (0:1, 0:1) (t. s.)(5:4 p.) | Rosengård                                                        | Stadion am Brentanobad, Fráncfort del Meno |                          |
|                                  |                                                  | Reporte                        | Gunnarsdóttir 28'                                                | Árbitra: Carina Vitulano                   | Árbitra: Carina Vitulano |
|                                  |                                                  | Tiros desde el punto penal     |                                                                  |                                            |                          |
|                                  | Laudehr · Störzel · Islacker · Schmidt · Prießen |                                | Gunnarsdóttir · Andonova · Marta Vieira · Enganamouit · Berglund |                                            |                          |

### Semifinales
| 24 de abril de 2016, 15:00 UTC+2 | Olympique de Lyon                                                             | 7:0 (5:0) | Paris Saint-Germain F. C. | Estadio Gerland, Lyon      |                            |
|                                  | Hegerberg 18' 40' · Le Sommer 28' 43' · Abily 45+1' · Nécib 73' · Schelin 76' | Reporte   |                           | Árbitra: Bibiana Steinhaus | Árbitra: Bibiana Steinhaus |

| 2 de mayo de 2016, 20:45 UTC+2 | Paris Saint-Germain F. C. | 0:1 (0:1) | Olympique de Lyon | Stade Charléty, París   |                         |
|                                |                           | Reporte   | Schelin 44'       | Árbitra: Esther Staubli | Árbitra: Esther Staubli |

| 24 de abril de 2016, 19:15 UTC+2 | Wolfsburgo                                              | 4:0 (3:0) | 1. FFC Frankfurt | AOK Stadion, Wolfsburgo |                        |
|                                  | I. Kerschowski 7' · Popp 28' · Peter 42' · Bachmann 58' | Reporte   |                  | Árbitra: Teodora Albon  | Árbitra: Teodora Albon |

| 1 de mayo de 2016, 15:15 UTC+2 | 1. FFC Frankfurt | 1:0 (0:0) | Wolfsburgo | Stadion am Brentanobad, Fráncfort del Meno |                          |
|                                | Prießen 90'      | Reporte   |            | Árbitra: Kateryna Monzul                   | Árbitra: Kateryna Monzul |

### Final
| 26 de mayo de 2016, 18:00 UTC+2 | Wolfsburgo                                       | 1:1 (0:1, 1:1) (t. s.)(3:4 p.) | Olympique de Lyon                              | Stadio Città del Tricolore, Reggio Emilia |                          |
|                                 | Popp 88'                                         | Reporte                        | Hegerberg 12'                                  | Árbitra: Katalin Kulcsár                  | Árbitra: Katalin Kulcsár |
|                                 |                                                  | Tiros desde el punto penal     |                                                |                                           |                          |
|                                 | Popp · Kerschowski · Peter · Fischer · Bussaglia |                                | Hegerberg · Schelin · Renard · Bathy · Kumagai |                                           |                          |

|                                       |
| Bandera de Francia                    |
| Campeón Olympique de Lyon 3.er título |

## Estadísticas

### Máximas goleadoras
| Ebere Orji                                 | Ferencvárosi T. C. | 9 | 202' |
| Jill Roord                                 | Twente             | 7 | 270' |
| Uchechi Sunday                             | F. C. Minsk        | 6 | 180' |
| Aleksandra Sikora                          | Medyk Konin        | 5 | 180' |
| Sanna Saarinen                             | PK-35 Vantaa       | 5 | 240' |
| Jelena Marenić                             | Spartak Subotica   | 4 | 109' |
| Alexandra Lunca                            | Olimpia Cluj       | 4 | 110' |
| Elena Dimitrijević                         | PAOK               | 4 | 170' |
| Olha Ovdiychuk                             | Zhytlobud-1 Járkov | 4 | 246' |
| Bernadett Zágor                            | Ferencvárosi T. C. | 3 | 130' |
| Última actualización: 16 de agosto de 2015 |                    |   |      |

| Ada Hegerberg                            | Olympique de Lyon         | 13 | 681' |
| Cristiane                                | Paris Saint-Germain F. C. | 6  | 633' |
| Marta Vieira                             | Rosengård                 | 5  | 487' |
| Eugénie Le Sommer                        | Olympique de Lyon         | 5  | 601' |
| Melania Gabbiadini                       | Verona                    | 4  | 270' |
| Nadia Nadim                              | Fortuna Hjørring          | 4  | 306' |
| Josée Bélanger                           | Rosengård                 | 4  | 348' |
| Fanni Vágó                               | St. Pölten-Spratzern      | 3  | 180' |
| Caroline Hansen                          | Wolfsburgo                | 3  | 219' |
| Valeria Pirone                           | Verona                    | 3  | 269' |
| Última actualización: 26 de mayo de 2016 |                           |    |      |

### Máximas asistentes
| Uchechi Sunday                             | F. C. Minsk        | 4 | 180' |
| Renate Jansen                              | Twente             | 4 | 216' |
| Shanice Van De Sanden                      | Twente             | 4 | 264' |
| Eleni Kakambouki                           | PAOK               | 3 | 180' |
| Špela Kolbl                                | Pomurje            | 3 | 180' |
| Petra Krascsenics                          | Ferencvárosi T. C. | 3 | 180' |
| Dimitra Panteliadou                        | PAOK               | 3 | 180' |
| Rachel Shelina                             | A. S. A. Tel Aviv  | 3 | 270' |
| Tawa Bolanle Ishola                        | F. C. Minsk        | 2 | 70'  |
| Csilla Krascsenics                         | Ferencvárosi T. C. | 2 | 107' |
| Última actualización: 16 de agosto de 2015 |                    |   |      |

| Kirsten van de Ven                       | Rosengård                 | 5 | 244' |
| Kateřina Svitková                        | Slavia Praga              | 5 | 540' |
| Ada Hegerberg                            | Olympique de Lyon         | 4 | 681' |
| Eugénie Le Sommer                        | Olympique de Lyon         | 4 | 601' |
| Louisa Nécib                             | Olympique de Lyon         | 4 | 687' |
| Camille Abily                            | Olympique de Lyon         | 4 | 696' |
| Kerstin Garefrekes                       | 1. FFC Frankfurt          | 3 | 735' |
| Élodie Thomis                            | Olympique de Lyon         | 3 | 398' |
| Shirley Cruz                             | Paris Saint-Germain F. C. | 3 | 630' |
| Marta Vieira                             | Rosengård                 | 2 | 487' |
| Última actualización: 26 de mayo de 2016 |                           |   |      |

## Reconocimientos

### Equipo del Torneo
Equipo ideal de 18 jugadoras elegido por los observadores técnicos de la UEFA.
| Posición | Jugadora           | Equipo              |
| -------- | ------------------ | ------------------- |
| POR      | Sarah Bouhaddi     | Olympique de Lyon   |
| POR      | Sandra Paños       | F. C. Barcelona     |
| DEF      | Emma Berglund      | Rosengård           |
| DEF      | Wendie Renard      | Olympique de Lyon   |
| DEF      | Amel Majri         | Olympique de Lyon   |
| DEF      | Griedge Mbock      | Olympique de Lyon   |
| DEF      | Nilla Fischer      | Wolfsburgo          |
| DEF      | Pauline Bremer     | Olympique de Lyon   |
| MED      | Simone Laudehr     | Frankfurt           |
| MED      | Saki Kumagai       | Olympique de Lyon   |
| MED      | Camille Abily      | Olympique de Lyon   |
| MED      | Shirley Cruz       | Paris Saint-Germain |
| MED      | Louisa Nécib       | Olympique de Lyon   |
| MED      | Lena Goeßling      | Wolfsburgo          |
| DEL      | Dzsenifer Marozsán | Frankfurt           |
| DEL      | Eugénie Le Sommer  | Olympique de Lyon   |
| DEL      | Ada Hegerberg      | Olympique de Lyon   |
| DEL      | Cristiane          | Paris Saint-Germain |